# Dolichopus barycnemus
Dolichopus barycnemus är en tvåvingeart som beskrevs av Daniel William Coquillett 1900. Dolichopus barycnemus ingår i släktet Dolichopus och familjen styltflugor.
Artens utbredningsområde är Alaska. Inga underarter finns listade i Catalogue of Life.